# Liste der Monuments historiques in Lépanges-sur-Vologne
Die Liste der Monuments historiques in Lépanges-sur-Vologne führt die Monuments historiques in der französischen Gemeinde Lépanges-sur-Vologne auf.

## Liste der Objekte
| Bezeichnung                                         | Beschreibung                            | Standort                        | Kennzeichnung | Schutzstatus | Datum | Bild |
| --------------------------------------------------- | --------------------------------------- | ------------------------------- | ------------- | ------------ | ----- | ---- |
| Zwei Gemälde Soldat am Kruzifix und Zerstörtes Dorf | Ölfarbe auf Leinwand, maroufliert, 1924 | in der Kirche St-Libaire (Lage) | PM88001542    | Inscrit      | 2008  |      |
| Skulptur Notre-Dame de l’Usine et du Travail        |                                         | in der Kirche St-Libaire (Lage) | PM88001541    | Inscrit      | 1988  |      |